# Grässjön, Skåne
Grässjön är en sjö i Osby kommun i Skåne och ingår i Skräbeåns huvudavrinningsområde. Sjön har en area på 0,094 kvadratkilometer och ligger 92 meter över havet.

## Delavrinningsområde
Grässjön ingår i det delavrinningsområde (624517-140620) som SMHI kallar för Mynnar i Vielången. Medelhöjden är 98 meter över havet och ytan är 2,36 kvadratkilometer. Det finns ett avrinningsområde uppströms, och räknas det in blir den ackumulerade arean 8,86 kvadratkilometer. Vattendraget som avvattnar avrinningsområdet har biflödesordning 2, vilket innebär att vattnet flödar genom totalt 2 vattendrag innan det når havet efter 59 kilometer. Avrinningsområdet består mestadels av skog (86 procent). Avrinningsområdet har 0,28 kvadratkilometer vattenytor vilket ger det en sjöprocent på 11,6 procent.